# 8 v.Chr.
Het jaar 8 v.Chr. is een jaartal volgens de christelijke jaartelling.

## Gebeurtenissen

### Europa
- Tiberius Claudius Nero krijgt het opperbevel over het Romeinse leger in Germanië en breidt de rijksgrens uit tot aan de Elbe.

### Nederland
- De Bataven worden als foederati (bondgenoten) in het Romeinse leger opgenomen voor de bewaking van de castella aan de rijksgrens en een vlootbasis aan de Noordzee. Ze leveren jaarlijks rekruten (voor de infanterie of cavalerie) met eigen commandanten en betalen geen belasting. De Bataven dienen ook in Rome als corpor custos (Germaanse lijfwacht) van de Romeinse keizers.

## Overleden
- Gaius Cilnius Maecenas (62), Romeins staatsman en kunstbeschermer
- 27 november - Quintus Horatius Flaccus (57), Romeins dichter